# La sacra rappresentazione, ovvero Come il forte di Exilles fu conquistato ai francesi
La sacra rappresentazione, ovvero Come il forte di Exilles fu conquistato ai francesi è un romanzo di Laura Mancinelli pubblicato nel 2001.

## Trama
(Laura Mancinelli)
Agli inizi del XVIII Secolo tutta la piccola comunità di Exilles è in fermento per la preparazione di una Sacra Rappresentazione in onore a San Rocco da cui tutti si attendono qualcosa: il parroco Don Giasset spera di distogliere la sua amante, la vedova Ballon, dalle attenzioni di uno degli ufficiali francesi a presidio del forte; la locandiera Léontine di aumentare gli incassi con l’arrivo dei forestieri; zia Lionette di maritare sua figlia. Tra preparativi e problemi organizzativi, mentre apparizioni e miracoli non sempre autentici accendono sia la fede sia i pettegolezzi...

## Contesto storico
Nell'agosto del 1708, il forte di Exilles, estrema propagine difensiva del Delfinato di Francia, viene espugnato dai sabaudi.

## Personaggi
- il parroco Don Giasset
- Mma Ballon
- Léontine, la locandiera
- Lionette

## Critica
La felicità nella narrazione dell'autrice nel libro "La lunga notte di Exilles" secondo la testimonianza di Bruno Gambarotta al Salone del Libro di Torino 2018.

## Edizioni
- La sacra rappresentazione, ovvero Come il forte di Exilles fu conquistato ai francesi, collana I coralli n.146, Einaudi, 2001.
- La lunga notte di Exilles. Una sacra rappresentazione, collana Einaudi Tascabili, Einaudi, 2006.
- La lunga notte di Exilles, collana Biblioteca di narrativa, Interlinea, 2018.
- La lunga notte di Exilles, collana Biblioteca di narrativa 33, Interlinea, 2022, ISBN 978-88-68-57454-3.